# 児島地区
児島地区（こじまちく）は、岡山県倉敷市児島地域にある地区である。旧児島郡児島町、現在の児島中学校区にあたる。

## 概要
倉敷市児島（旧児島市）のほぼ中央部にあたり、小田川流域の地区である。瀬戸内海沿岸部の埋立地を除き、多くが丘陵である。その丘陵の一部には新興住宅地が多く造成され人口が増加した。
小田川沿いに市道が走り、その沿線に市街地が形成されている。公的機関が多いため、隣接する味野地区が児島の経済（商業）の中心であるのに対し、当地区は行政の中心の様相を呈している。
産業としては、当地区には繊維・縫製・被服関連、特に学生服や作業服の工場が密集しているのが特徴である。

## 地域

### 小川
小田川中下流域東岸の丘陵部を含む一帯および河口部の瀬戸内海沿岸にあたる南北に長い地区。児島町以前の小田村小川（おがわ）に相当する。
海岸沿いの地区は古くは塩田業が盛んであったが現代では衰退し、埋め立てられて東西に国道430号が通り、周囲に新市街地が形成された。この地区には現在は商店の他に倉敷市役所児島支所や裁判所・検察庁・公共職業安定所・下水処理場・消防署などの官公庁・公的機関が多く立地している。

### 柳田
地区中部にあたり、小田川中流域西岸となる。小田川沿岸以外は丘陵地となっている。
江戸時代には、岡山藩の社会施設であった育麦蔵があった。また、天保年間には名主汲五平という人物が、児島郡福田村（現在の水島東部）沖の水島灘において干拓による新田開発を実施したが、難問題山積により成功に至らなかった。
また、当地にある吉塔寺という寺院にいた円明という住職が、天保10年に児島八十八ヶ所霊場を定め、「児島大師巡り」と称した。大正期までは数万の遍路が巡礼し賑わった。

### 稗田
地区北部、小田川の城領域にあたり、福南山の南麓に位置する。周囲は丘陵が多い。
古来は農村であったが、現代になり雲斎織の盛んな機業地となった。現在は雲斎織は衰退し、学生服などの被服業が盛んである。
丘陵地に新興住宅地が多いため、人口が増加、新たに緑丘小学校が新設された。また、地区内には倉敷市立短期大学も立地している。

## 人口・世帯数
平成24年9月末現在。
| 町字           | 世帯数 | 男性人口 | 女性人口 | 総人口 | 備考 |
| 児島稗田町     | 2152   | 2483     | 2730     | 5213   |      |
| 児島柳田町     | 1834   | 2204     | 2319     | 4523   |      |
| 児島小川町     | 496    | 760      | 723      | 1483   |      |
| 児島小川1丁目  | 128    | 130      | 109      | 239    |      |
| 児島小川2丁目  | 170    | 200      | 209      | 409    |      |
| 児島小川3丁目  | 228    | 244      | 272      | 516    |      |
| 児島小川4丁目  | 635    | 877      | 862      | 1739   |      |
| 児島小川5丁目  | 144    | 162      | 162      | 324    |      |
| 児島小川6丁目  | 243    | 279      | 277      | 556    |      |
| 児島小川7丁目  | 227    | 246      | 281      | 527    |      |
| 児島小川8丁目  | 78     | 94       | 90       | 184    |      |
| 児島小川9丁目  | 694    | 929      | 993      | 1922   |      |
| 児島小川10丁目 | 781    | 661      | 813      | 1474   |      |
| -------------- | ------ | -------- | -------- | ------ | ---- |
| 合計           | 7810   | 9269     | 9840     | 19109  |      |

## 郵便番号
- 児島稗田町 - 711-0937
- 児島柳田町 - 711-0936
- 児島小川町 - 711-0912
- 児島小川 - 711-0911

## 学区
小学校区
柳田町の内1-100番地、小川町の内10丁目、稗田町の内の中津山地区を除く全域が倉敷市立緑丘小学校区。柳田町の残る全域、小川町の1-9丁目、稗田町の内の中津山地区は倉敷市立児島小学校区。
中学校区
全域が倉敷市立児島中学校区。

## 地勢
河川
- 小田川

山岳
- 福南山
- 正面山
- 高山
- 神山
- 石鉄山
- 大山

## 産業・特産品
- 学生服・作業服・デニム製品

## 主要施設
行政
- 倉敷市役所児島支所
- 児島下水処理場
- 倉敷市消防局児島消防署
- 広島国税局児島税務署
- 岡山家庭裁判所児島出張所・児島簡易裁判所
- 児島区検察庁
- 倉敷中央公共職業安定所児島出張所
- 倉敷市児島斎場
- 中山運動公園
- 児島武道館
- 倉敷勤労者体育センター
- 児島働く婦人の家

教育・保育
- 倉敷市立児島小学校
- 倉敷市立緑丘小学校
- 倉敷市立児島中学校
- 倉敷市立小川幼稚園
- 倉敷市立下小川幼稚園
- 倉敷市立柳田幼稚園
- 倉敷市立稗田幼稚園
- 倉敷市立倉敷翔南高等学校
- 倉敷市立短期大学

金融
- 児島小川郵便局
- 児島稗田郵便局

企業
- 難波プレス工業
- 堀江染工

商業
- スーパーセンタートライアル児島店

## 名所・史跡
- 小川八幡宮

## 交通

### 道路
- 国道430号
- 岡山県道21号岡山児島線
- 岡山県道276号宇野津下之町線
- 岡山県道393号鷲羽山公園線（鷲羽山スカイライン）

### 鉄道
- 下津井電鉄線（1972年廃止）
  - 稗田駅 - 柳田駅 - 児島小川駅